# كالي لارسون
كالي لارسون (بالسويدية: Kalle Larsson)‏ هو مدون وسياسي سويدي، ولد في 1969. حزبياً، نشط في حزب اليسار. وقد انتخب عضو البرلمان السويدي ‏.